# Aradus signaticornis
Aradus signaticornis is een wants uit de familie van de Aradidae (Schorswantsen). De soort werd het eerst wetenschappelijk beschreven door Reinhold Ferdinand Sahlberg in 1848.

## Uiterlijk
De donkerbruin of grijze, platte, langwerpig ovale wants heeft, als volwassen dier, altijd volledige vleugels en kan 5 tot 7 mm lang worden. De kop, het halsschild en het scutellum zijn doorgaans donkerder gekleurd dan de rest. De bovenranden van het halsschild soms wat lichter. De zijrand rond het achterlijf (het connexivum) is opvallend breed en meestal donkergrijs. Van de zwarte antennes is het tweede segment dik en duidelijk langer dan het derde segment dat bovendien wit van kleur is.

## Leefwijze
De wantsen worden gevonden op brandplekken in een bosrijke omgeving waar ze leven van schimmels op verkoold hout; over de levenscyclus en levenswijze is weinig bekend. De volwassen wantsen vliegen in mei en juni om nieuwe door schimmels aangetaste bomen te koloniseren.

## Leefgebied
De soort is in Nederland zeer zeldzaam. De verspreiding is palearctisch, van Europa tot in Siberië, China en Korea en ook in Noord-Amerika.